# Орандж-Сіті (Айова)
Орандж-Сіті (англ. Orange City) — місто (англ. city) в США, в окрузі Сіу штату Айова. Населення — 6267 осіб (2020).

## Географія
Орандж-Сіті розташований за координатами 43°0′9″ пн. ш. 96°3′25″ зх. д. / 43.00250° пн. ш. 96.05694° зх. д. (43.002555, -96.056806). За даними Бюро перепису населення США в 2010 році місто мало площу 10,20 км², уся площа — суходіл. В 2017 році площа становила 10,93 км², уся площа — суходіл.

## Демографія
Згідно з переписом 2010 року, у місті мешкали 6004 особи в 1905 домогосподарствах у складі 1405 родин. Густота населення становила 589 осіб/км². Було 2004 помешкання (197/км²).
Расовий склад населення:
| - 93,2 % — білих - 1,4 % — азіатів - 0,6 % — чорних або афроамериканців - 0,3 % — корінних американців - 3,4 % — осіб інших рас |

До двох чи більше рас належало 1,0 %. Частка іспаномовних становила 7,0 % від усіх жителів.
За віковим діапазоном населення розподілялося таким чином: 23,1 % — особи молодші 18 років, 62,2 % — особи у віці 18—64 років, 14,7 % — особи у віці 65 років та старші. Медіана віку мешканця становила 29,1 року. На 100 осіб жіночої статі у місті припадало 89,8 чоловіків; на 100 жінок у віці від 18 років та старших — 87,0 чоловіків також старших 18 років.
Середній дохід на одне домашнє господарство становив 75 630 доларів США (медіана — 62 568), а середній дохід на одну сім'ю — 88 380 доларів (медіана — 78 080). Медіана доходів становила 50 699 доларів для чоловіків та 34 156 доларів для жінок. За межею бідності перебувало 8,1 % осіб, у тому числі 12,8 % дітей у віці до 18 років та 7,6 % осіб у віці 65 років та старших.
Цивільне працевлаштоване населення становило 3540 осіб. Основні галузі зайнятості: освіта, охорона здоров'я та соціальна допомога — 31,4 %, виробництво — 13,2 %, мистецтво, розваги та відпочинок — 10,1 %, роздрібна торгівля — 9,8 %.